# Diocèse de Trujillo (Venezuela)
Ne doit pas être confondu avec Diocèse de Trujillo (Honduras) ou Archidiocèse de Trujillo.
Le diocèse de Trujillo (en latin : Diœcesis Truxillensis in Venetiola ; en espagnol : Diócesis de Trujillo) est un diocèse de l'Église catholique au Venezuela, suffragant de l'archidiocèse de Mérida.

## Territoire

Carte des diocèses du Venezuela avec le diocèse de Trujillo en rouge

Le diocèse se situe dans l'État de Trujillo avec un territoire de 7400 km2 qui compte 76 paroisses. Le siège épiscopal est dans la ville de Trujillo où se trouve la cathédrale Notre-Dame de la Paix.

## Histoire
Le diocèse est érigé le 4 juin 1957 par la bulle In maximis officii du pape Pie XII en prenant sur le territoire de l'archidiocèse de Mérida.

## Évêques
- Antonio Ignacio Camargo (fi) (1957-1961)
- José León Rojas Chaparro (es) (1961-1982)
- Vicente Ramón Hernández Peña (es) (1982-2012)
- Oswaldo Azuaje Pérez (es) O.C.D (2012-2021)
- José Trinidad Fernández (es) (2021- ), auparavant évêque titulaire de Pumentum (it)

## Sources
- http://www.catholic-hierarchy.org